# Čepí
Čepí är en ort i Tjeckien.   Den ligger i regionen Pardubice, i den centrala delen av landet, 90 km öster om huvudstaden Prag. Čepí ligger 247 meter över havet och antalet invånare är 412.
Terrängen runt Čepí är platt åt nordost, men åt sydväst är den kuperad.Runt Čepí är det tätbefolkat, med 427 invånare per kvadratkilometer. Närmaste större samhälle är Pardubice, 7,5 km nordost om Čepí. Trakten runt Čepí består till största delen av jordbruksmark.